# 福井県立武道館
福井県立武道館（ふくいけんりつぶどうかん、Fukui Prefectural Budokan）は、福井県福井市三ツ屋町にある武道館。1989年6月18日に完成した。

## 施設
- 本館

柔道大道場（正式試合場 4面、540畳）観客席 887席
柔道小道場（正式試合場 2面、240畳）
剣道大道場（正式試合場 6面）観客席 991席
剣道小道場（正式試合場 2面）
相撲場（正式試合場 1面）観客席 120席
相撲練習場（練習土俵 2面）
多種目競技場（正式試合場 なぎなたの場合1面、銃剣道・空手道の場合2面）観客席 150席
- 弓道場

近的射場 12人立
遠的射場 6人立
- 合宿所

## アクセス
- 京福バス
  - 16系統（川西・三国線）「武道館前」下車。

敷地南面に停車するが、朝の三国駅発・夕方の福井駅発の1日1往復。
- 10・14・15・19系統（越前海岸ブルーライン線）、11系統（大安寺線）「三ツ屋」下車、約500 m。

- えちぜん鉄道三国芦原線 八ツ島駅より約1.3 km。
- E8 北陸自動車道 福井北ICから、主に国道416号経由 約9 km。
- E67 中部縦貫自動車道 松岡ICから、主に国道416号経由 約10 km。